# Sebastián Rosano
Sebastián Rosano Escobar (Rivera, 25 maggio 1987) è un ex calciatore uruguaiano, di ruolo centrocampista.

## Carriera
Esterno destro offensivo, Rosano ha iniziato a giocare nel Montevideo Wanderers. È stato acquistato dal Cagliari nel mercato di riparazione di gennaio, ma non è mai stato utilizzato in campionato.
A fine stagione torna al Montevideo Wanderers, che lo cede in prestito al Tigre. L'anno seguente passa al Racing Avellaneda, quindi ritorna al Montevideo Wanderers.